# Geordie (gruppo musicale)
I Geordie sono stati un gruppo glam rock britannico fondato nel 1972 a Newcastle. 
Sono meglio noti per aver lanciato la carriera del cantante Brian Johnson, poi divenuto celebre per essere divenuto la voce della band australiana AC/DC dopo la morte di Bon Scott, avvenuta nel 1980.

## Storia del gruppo
I Geordie vennero fondati nel 1972 a Newcastle originariamente sotto il nome di "U.S.A.", per assumere la denominazione definitiva di Geordie pochi mesi dopo. La formazione originale, che durò fino al 1975, comprendeva anche il chitarrista, con il vizio del canto, Vic Malcolm, il bassista Tom Hill e il batterista Brian Gibson. Tra il '72 e il '73, i Geordie realizzarono numerosi singoli di successo, tra cui 
"All Because of You" che si piazzò alla 6ª posizione, e "Can You Do It", alla nº 13. Dalla metà degli anni settanta il movimento glam rock iniziò a declinare, e dopo un periodo di continui concerti in Inghilterra, decisero di sciogliersi nel 1976. Johnson nel 1975, durante un periodo di crisi dei Geordie, pubblicò un singolo come solista, contenente le canzoni "I can't forget you now" e "Give it up". Nel 1977, la band subì un radicale cambio di formazione: subentrarono Derek Rootham (chitarra), Dave Robson (basso) e Davy Whittaker (batteria). Tra il 1977 e il 1980, i Geordie realizzano solo un album inedito, "No good woman" (1978), e qualche singolo. Nel 1980 Brian Johnson annunciò l'abbandono della band, chiamato in causa dagli AC/DC, con cui otterrà un successo planetario.
Comunque i Geordie vennero resuscitati senza Johnson dal chitarrista Vic Malcolm nel 1982, con la presenza di Hill e Gibson, e l'aggiunta del nuovo cantante Rob Turnbull e del chitarrista David Stephenson. Tuttavia l'album "No Sweat" del 1983, non raggiunse il successo sperato, e la band si sciolse definitivamente nel 1985. Nel 1986 Rob Turnbull, Tom Hill e Brian Gibson formarono, con il chitarrista Martin Metcalf, i Powerhouse; il gruppo pubblicò solo l'omonimo album nel 1986 con l'etichetta Ambush records, per poi sciogliersi nello stesso anno.
Nel 2001 i Geordie, nella formazione attiva fra il 1977 e il 1980, organizzarono un tour di riunione in varie città britanniche, ottenendo un moderato successo.

## Formazione
- Brian Johnson - voce (1972-1980, 2001)
- Vic Malcolm - chitarra, voce (1972-1975, 1976-1977, 1978, 1982-1985)
- Tom Hill - basso (1972-1977, 1982-1985)
- Brian Gibson - batteria (1972-1977, 1982-1985)
- Micky Bennison - chitarra (1975-1976)
- Rob Turnbull - voce (1982-1985)
- David Stephenson - chitarra (1982-1985)
- Derek Rootham - chitarra (1977-1980, 2001)
- Dave Robson - basso (1977-1980, 2001)
- Davy Whittaker - batteria (1977-1980, 2001)
- Dave Ditchburn - voce (1978)
- Alan Clark - tastiere (1978)
- Frank Gibbon - basso (1978)
- George Defty - batteria (1978)

## Discografia

### Album in studio
- 1973 – Hope You Like It
- 1974 – Don't Be Fooled by the Name
- 1974 – Geordie - Masters of Rock
- 1976 – Save the World
- 1978 – No Good Woman
- 1983 – No Sweat
- 1986 – Powerhouse (come Powerhouse)

### Raccolte
- 1980 – Geordie featuring Brian Johnson (Brian Johnson and Geordie)
- 1982 – Strange Man
- 1989 – Keep on Rocking (Remix Album)
- 1992 – Rocking with the Boys
- 1996 – A Band from Geordieland
- 1997 – The Very Best of Geordie
- 1998 – The Best of Geordie
- 1999 – Can You Do It?
- 2001 – The Singles Collection
- 2003 – Can You Do It
- 2005 – Unreleased Tapes
- 2009 – The Very Best of Geordie - The Original Versions
- 2009 – Keep on Rockin' - The Very Best Of
- 2009 – The Greatest Hits Vol. 4 - Remixed & Remastered
- 2011 – The Best (3CD - Repertoire records, Germania)
- 2012 – Greatest Hits